# Comuna Rîbnîkî, Berejanî
Rîbnîkî (în ucraineană Рибники) este o comună în raionul Berejanî, regiunea Ternopil, Ucraina, formată din satele Nova Hreblea și Rîbnîkî (reședința).

## Demografie
Componența lingvistică a comunei Rîbnîkî
     Ucraineană (100%)
Conform recensământului din 2001, toată populația comunei Rîbnîkî era vorbitoare de ucraineană (100%).